# Gaofen 4
Gaofen 4 (chinesisch 高分四號 / 高分四号, Pinyin Gāofēn Sì Hào) ist ein Erdbeobachtungssatellit aus der Volksrepublik China der zur CHEOS-Flotte gehört.
Er wurde am 28. Dezember 2015 um 16:05 UTC im Auftrag des Zentrums für Erdbeobachtung und Daten der Nationalen Raumfahrtbehörde mit einer CZ-3B/G2-Trägerrakete vom Kosmodrom Xichang in eine geostationäre Umlaufbahn gebracht.
Der dreiachsenstabilisierte Satellit ist mit einer Kamera ausgerüstet die vom Forschungsinstitut für weltraumbezogenen Maschinenbau und Elektrotechnik Peking (Institut 508) entwickelt wurden, einer Abteilung der Chinesischen Akademie für Weltraumtechnologie (CAST), und kann dank zweier, hinter einem gemeinsamen optischen System angeordneter CCD-Sensoren Bilder im infraroten und sichtbaren Bereich aufnehmen. Die Auflösung ist im sichtbaren Bereich besser als 50 m und im infraroten besser als 400 m. Die Aufnahmegröße beträgt etwa 400 × 400 km. Er wurde auf Basis des Satellitenbus SAST9000 der Shanghaier Akademie für Raumfahrttechnologie (SAST) – wie CAST eine Tochterfirma der China Aerospace Science and Technology Corporation – gebaut
und besitzt eine geplante Lebensdauer von acht Jahren.
Der Satellit nahm am 13. Juni 2016 den Regelbetrieb auf, hat von seinem geostationären Orbit aus China und die benachbarten Gebiete im Blick und dient vor allem der Beobachtung von Waldbränden und Überschwemmungen.